# Sent Aitòre
Sent Aitòre (en francès Saint-Adjutory) és un municipi francès situat al departament del Charente i a la regió de la Nova Aquitània. L'any 2007 tenia 338 habitants.

## Demografia

### Població
El 2007 la població de fet de Saint-Adjutory era de 338 persones. Hi havia 148 famílies de les quals 35 eren unipersonals (14 homes vivint sols i 21 dones vivint soles), 67 parelles sense fills i 46 parelles amb fills.
La població ha evolucionat segons el següent gràfic:
Habitants censats

### Habitatges
El 2007 hi havia 190 habitatges, 150 eren l'habitatge principal de la família, 17 eren segones residències i 23 estaven desocupats. 188 eren cases i 3 eren apartaments. Dels 150 habitatges principals, 117 estaven ocupats pels seus propietaris, 29 estaven llogats i ocupats pels llogaters i 4 estaven cedits a títol gratuït; 1 tenia una cambra, 4 en tenien dues, 36 en tenien tres, 58 en tenien quatre i 51 en tenien cinc o més. 139 habitatges disposaven pel capbaix d'una plaça de pàrquing. A 59 habitatges hi havia un automòbil i a 79 n'hi havia dos o més.

### Piràmide de població
La piràmide de població per edats i sexe el 2009 era:
| Homes | Edats   | Dones |
| ----- | ------- | ----- |
| 0     | 95 o +  | 0     |
| 0     | 90 a 94 | 0     |
| 12    | 85 a 89 | 4     |
| 4     | 80 a 84 | 4     |
| 4     | 75 a 79 | 4     |
| 8     | 70 a 74 | 16    |
| 8     | 65 a 69 | 8     |
| 8     | 60 a 64 | 4     |
| 16    | 55 a 59 | 20    |
| 20    | 50 a 54 | 12    |
| 0     | 45 a 49 | 12    |
| 28    | 40 a 44 | 16    |
| 4     | 35 a 39 | 16    |
| 12    | 30 a 34 | 8     |
| 24    | 25 a 29 | 4     |
| 8     | 20 a 24 | 4     |
| 24    | 15 a 19 | 12    |
| 8     | 10 a 14 | 8     |
| 12    | 5 a 9   | 12    |
| 4     | 0 a 4   | 0     |

## Economia
El 2007 la població en edat de treballar era de 217 persones, 159 eren actives i 58 eren inactives. De les 159 persones actives 143 estaven ocupades (75 homes i 68 dones) i 17 estaven aturades (10 homes i 7 dones). De les 58 persones inactives 25 estaven jubilades, 13 estaven estudiant i 20 estaven classificades com a «altres inactius».

### Ingressos
El 2009 a Saint-Adjutory hi havia 167 unitats fiscals que integraven 368 persones, la mediana anual d'ingressos fiscals per persona era de 15.063 €.

### Activitats econòmiques
Dels 13 establiments que hi havia el 2007, 2 eren d'empreses extractives, 3 d'empreses de fabricació d'altres productes industrials, 2 d'empreses de comerç i reparació d'automòbils, 3 d'empreses d'hostatgeria i restauració, 1 d'una empresa financera, 1 d'una empresa de serveis i 1 d'una empresa classificada com a «altres activitats de serveis».
Dels 5 establiments de servei als particulars que hi havia el 2009, 3 eren tallers de reparació d'automòbils i de material agrícola i 2 restaurants.
L'any 2000 a Saint-Adjutory hi havia 31 explotacions agrícoles que ocupaven un total de 884 hectàrees.

## Poblacions més properes
El següent diagrama mostra les poblacions més properes.